# Pseudolais
Pseudolais (Псевдолаїс) — рід риб родини Акулячі соми ряду сомоподібні. Має 2 види.

## Опис
Загальна довжина представників цього роду коливається від 35 до 100 см. Голова коротка, помірно широка й сплощена. Очі доволі великі. Вусики практично відсутні. Рот широкий. Тулуб подовжений, сильно сплощений з боків, вкритий дрібною лускою. Спинний плавець високий з 1 жорстким променем, з короткою основою. Грудні й черевні плавці маленькі. Жировий плавець крихітний. Анальний плавець доволі довгий, з 28—46 м'якими променями. Хвостовий плавець невеличкий, розрізаний.
Забарвлення сріблясте, спина й плавці темного або червонуватого забарвлення. Черево білувате.

## Спосіб життя
Це бентопелагічні риби. Зустрічаються у великих і малих потоках, водоймах з чорною водою. P.pleurotaenia може зустрічатися в повільних водах і в швидких урвищах, біля порогів. Активні вдень, вночі тримаються дна. Живляться водними і наземними безхребетними, рибою, рослинною їжею та детритом.
Є об'єктом промислового вилову.

## Розповсюдження
Мешкають переважно у басейні річки Меконг, Чаопхрая, Меклонг. Зустрічаються в річках островів Суматра, Ява, Калімантан.

## Види
- Pseudolais micronemus
- Pseudolais pleurotaenia